# Szárász
Szárász es un pueblo ubicado en el distrito de Komló, en el condado de Baranya, Hungría.

## Superficie
Posee una superficie de 5,980 kilómetros cuadrados.

## Demografía
Hasta 2019 la población era de 27 habitantes, con una densidad de población de 4,515 habitantes por kilómetro cuadrado.